# صائد الثعالب (فلم)
صائد الثعالب  (بالإنجليزية: Foxcatcher) هو فيلم دراما تم إنتاجه في الولايات المتحدة وصدر في سنة 2014. الفيلم من إخراج بينيت ميلر وكتابة إي ماكس فراي. من بطولة ستيف كارل وتشانينج تيتوم ومارك رافالو وفانيسا رديغريف.

## القصة
يحكي قصة مصارع حائز على الميدالية الأولمبية يُدعى مارك شولتز (شانينج تاتوم)، ضجر مارك من حياة الفقر، والعيش في ظل شقيقه المصارع الأشهر منه ديفيد (مارك رافالو). يقرر مارك الخروج من كل هذا عن طريق التحالف مع المليونير جون دو بونت (ستيف كارل)، على أثر هذا التعاون ينتقل مارك للعيش في أحد أملاك جون، ويدخل في تدريب من أجل التحضير لأولمبياد سيول 1988، ولكن سرعان ما تتعقد حياة مارك، ويجد نفسه يخسر الكثير بعد موت شقيقه ديف.

## وصلات خارجية
- مقالات تستعمل روابط فنية بلا صلة مع ويكي بيانات